# Xanionotum scopifer
Xanionotum scopifer är en tvåvingeart som beskrevs av Borgmeier 1938. Xanionotum scopifer ingår i släktet Xanionotum och familjen puckelflugor. Inga underarter finns listade i Catalogue of Life.